# فیتزروی، ویکتوریا
فیتزروی (به انگلیسی: Fitzroy) یک منطقهٔ مسکونی در استرالیا است که در شهر یارا واقع شده‌است.